# 楊成国
楊 成国（ヤン ソングｸ、 ）は、北朝鮮の元サッカー選手（FW）・監督。1966年FIFAワールドカップの朝鮮民主主義人民共和国代表メンバー。

## 来歴・人物
1966年にイングランドで開催されたFIFAワールドカップの代表に選ばれ、グループリーグの3戦目と決勝トーナメントの1回戦に出場し、ポルトガルとの試合での3点目をあげた。